# Kabinet-Michaelis
Dit artikel geeft een overzicht van het kabinet onder Georg Michaelis (16 juli 1917 - 24 oktober 1917) in het Duitse Keizerrijk onder keizer Wilhelm II.
| Functie            | Persoon               | Van        | Tot        |
| ------------------ | --------------------- | ---------- | ---------- |
| Rijkskanselier     | Georg Michaelis       | 14-7-1917  | 24-10-1917 |
| Buitenlandse Zaken | Alfred von Zimmermann | 16-7-1917  | 6-8-1917   |
| Buitenlandse Zaken | Richard von Kühlmann  | 6-8-1917   | 2-12-1917  |
| Binnenlandse Zaken | Karl Helfferich       | 16-7-1917  | 23-10-1917 |
| Binnenlandse Zaken | Max Wallraf           | 23-10-1917 | 2-12-1917  |
| Financiën          | Siegried von Roedern  | 16-7-1917  | 2-12-1917  |
| Justitie           | Hermann Lisco         | 16-7-1917  | 5-8-1917   |
| Justitie           | Paul Georg von Krause | 5-8-1917   | 2-12-1917  |
| Marine             | Eduard von Capelle    | 16-7-1917  | 2-12-1917  |
| Post               | Reinhold Kraetke      | 16-7-1917  | 5-8-1917   |
| Post               | Otto Rudlin           | 5-8-1917   | 2-12-1917  |
| Koloniën           | Wilhelm Solf          | 16-7-1917  | 2-12-1917  |